# Silvia Janoch
Silvia Janoch (* 30. Oktober 1980 in Wien) ist eine österreichische Politikerin (ÖVP). Von November 2020 bis Juni 2025 war sie Abgeordnete zum Wiener Landtag und Mitglied des Wiener Gemeinderates. Dort wurde sie zur Schriftführerin berufen.